# Estación de Rueil-Malmaison
La estación de Rueil-Malmaison es una estación ferroviaria francesa ubicada en el municipio de Rueil-Malmaison, en el departamento de Hauts-de-Seine en la región Isla de Francia.

## La estación
Por la estación pasan los trenes de la línea A del RER que recorren la rama A1..
En 2017, según las estimaciones de la RATP, 6 436 183 viajeros utilizaban en esta estación.

## Galería de fotografías

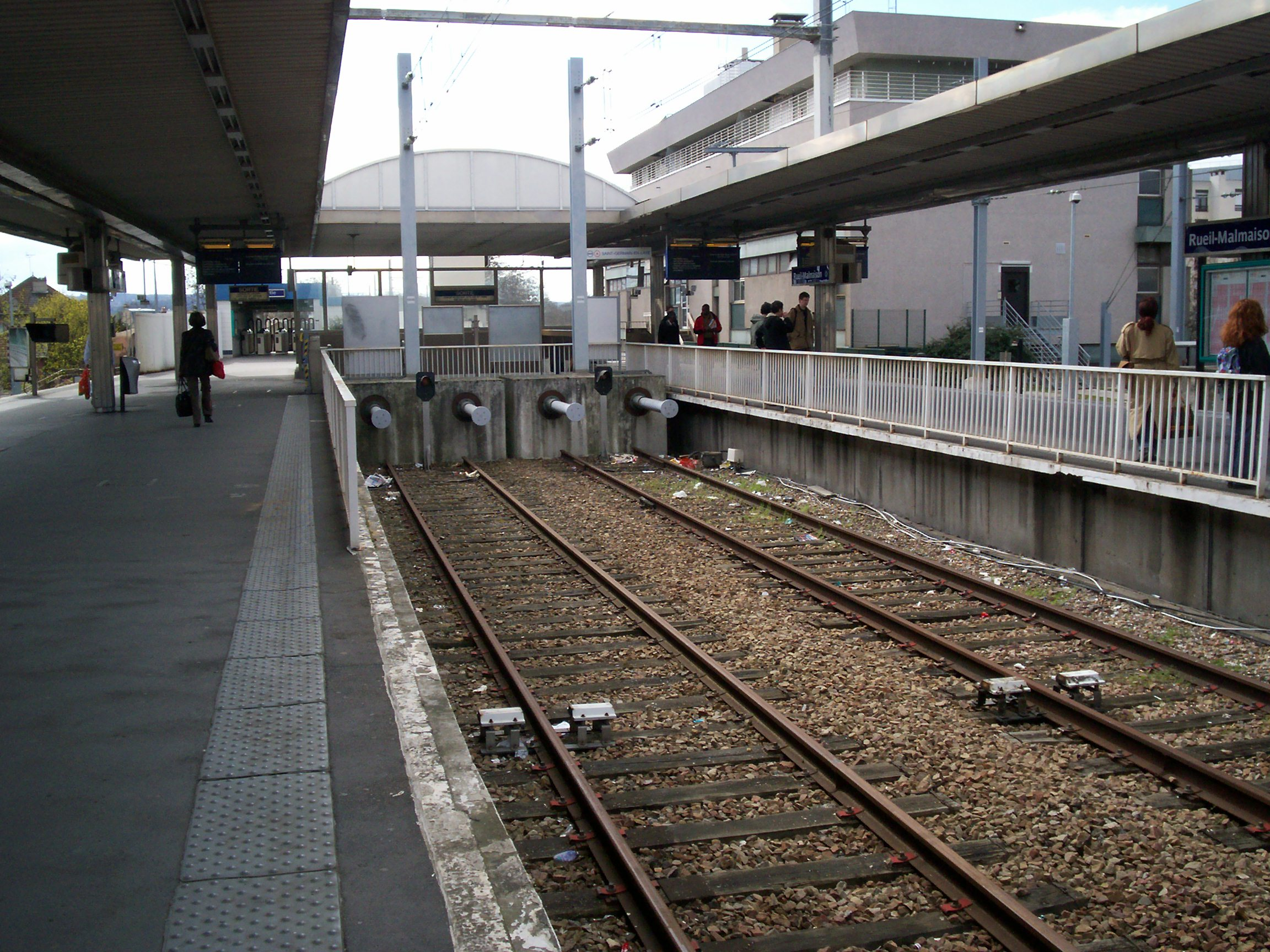
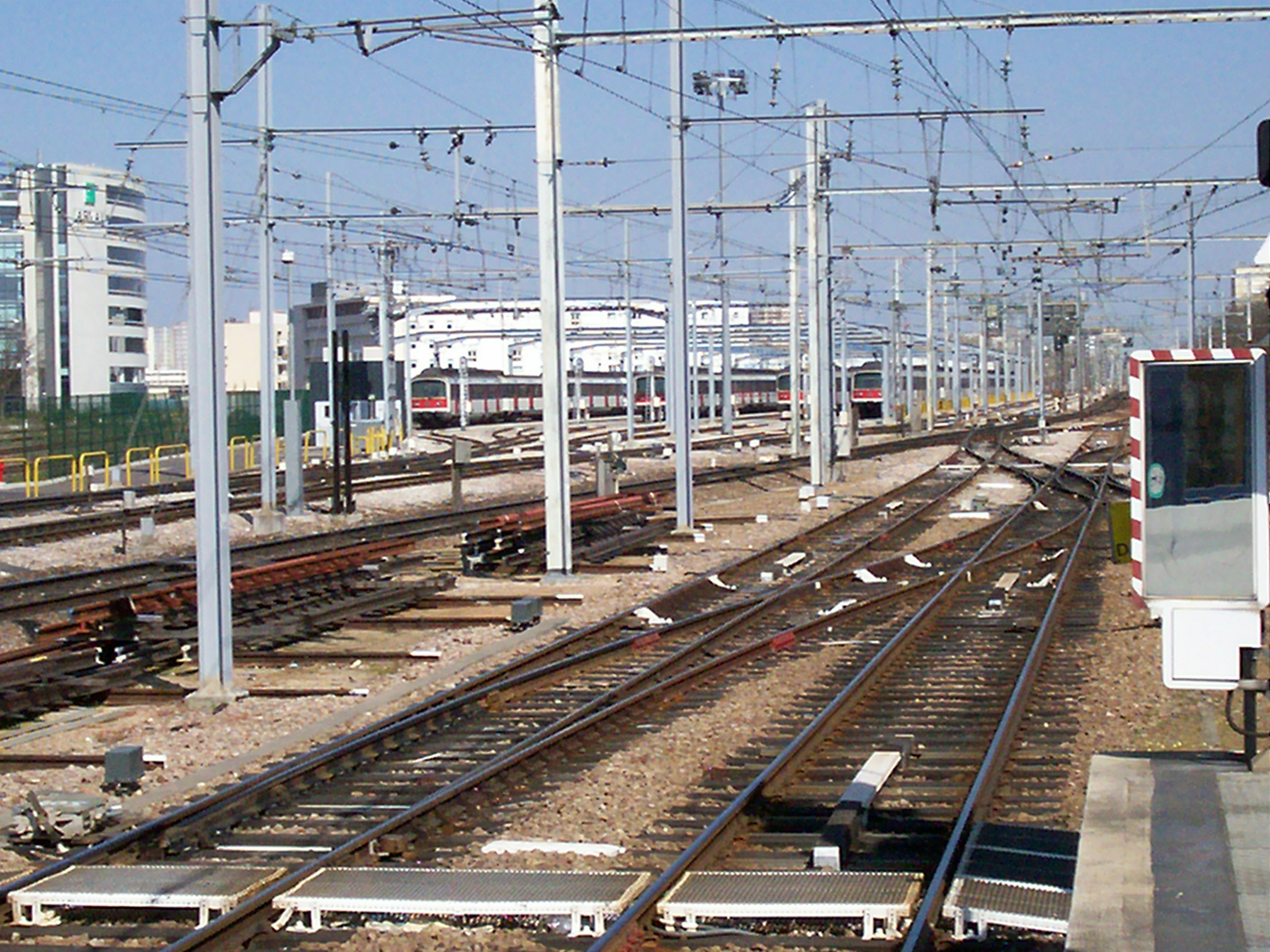
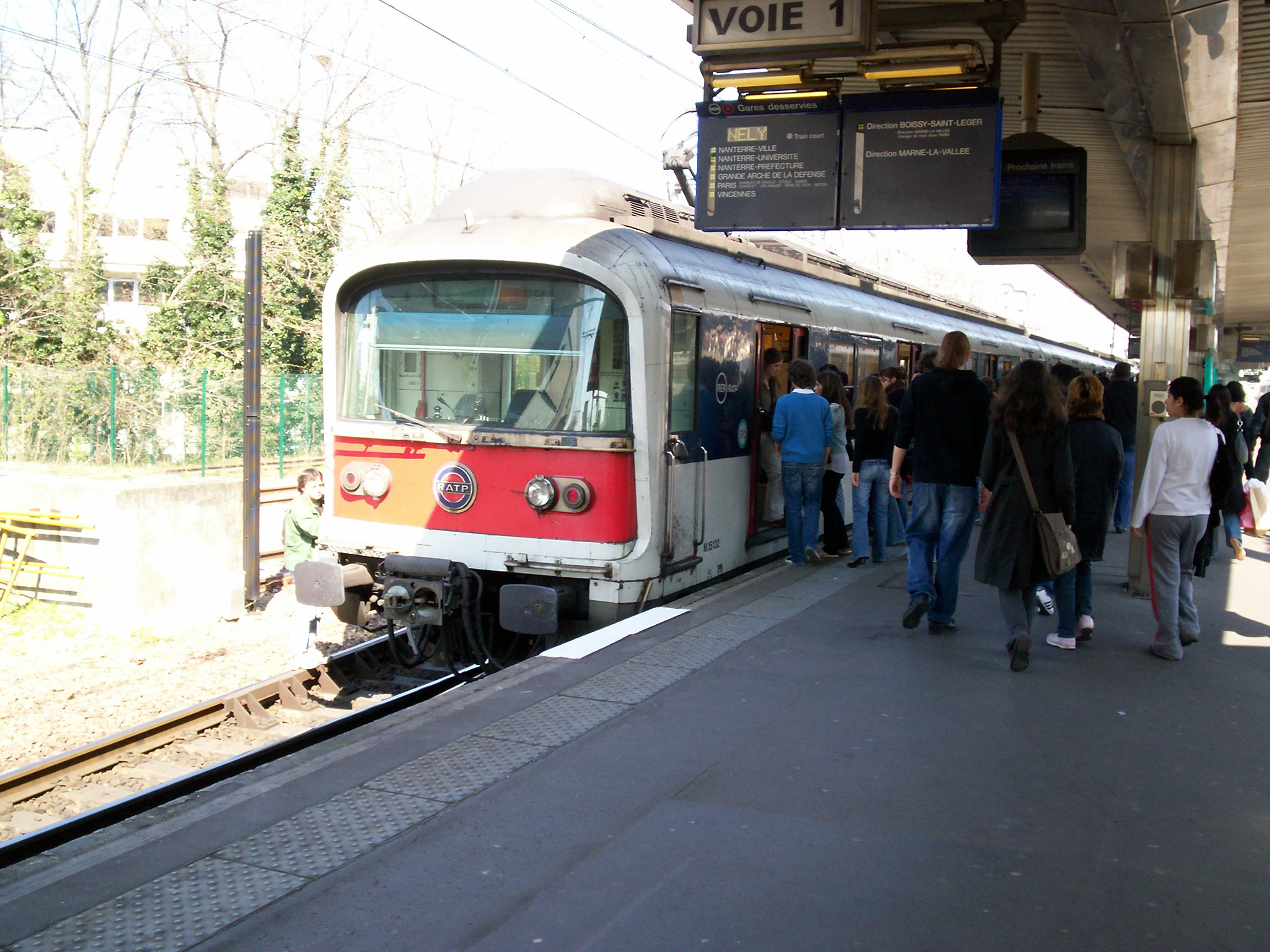